# Russische Seele

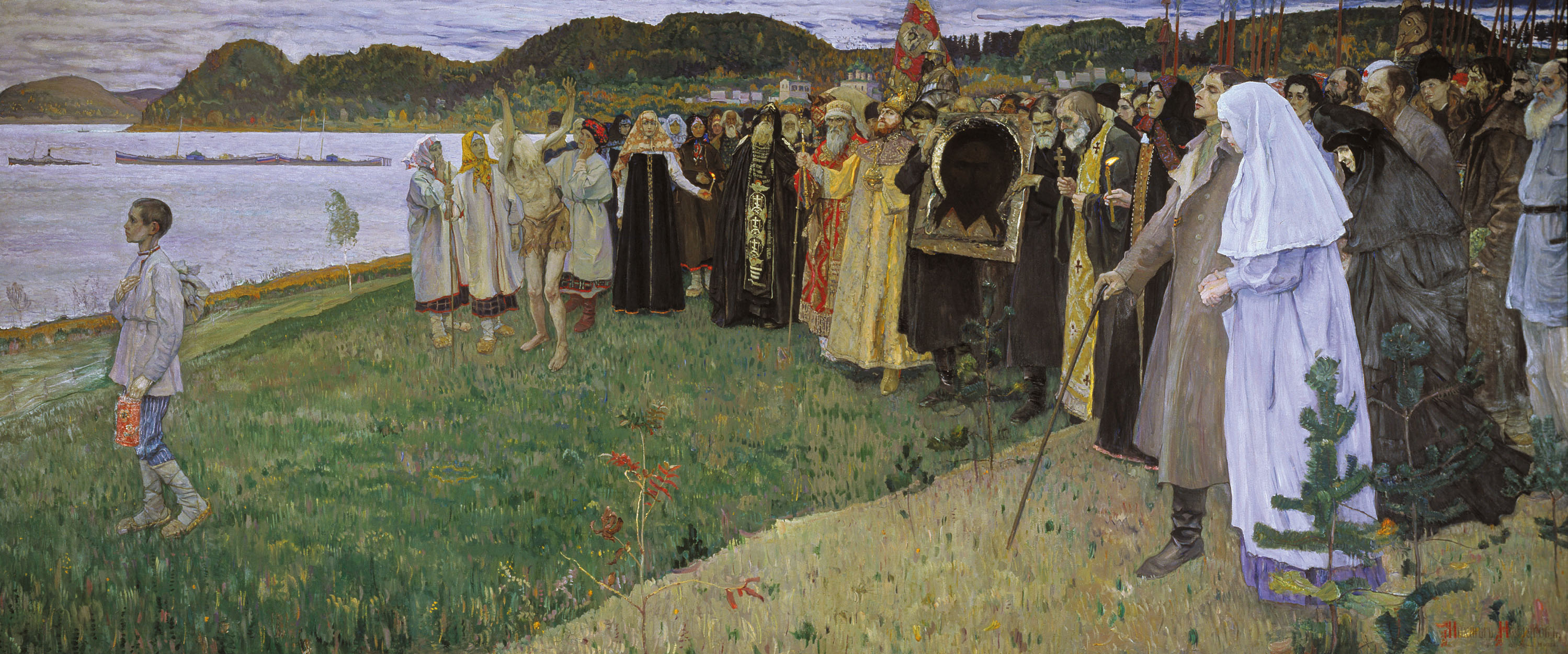
Die Seele des Volkes (russisch Душа народа / Duscha naroda). Gemälde von M. W. Nesterow, 1915–1916

Russische Seele (russisch Русская душа / Russkaja duscha) ist ein russischer Begriff, der sich auf die Weltanschauung der russischen Nation und die Dinge, die sie charakterisieren, bezieht. Der Begriff wird oft verwendet, um die tiefen, komplexen und oft melancholischen Emotionen und kulturellen Eigenschaften in der russischen Philosophie, Kunst, Literatur und Musik zu beschreiben. Der Begriff wird auch von den ostslawischen Völkern der Ukraine und Belarus verwendet, deren historische Wurzeln eng mit denen Russlands verwandt sind. Er wurde in den Werken russischer Schriftsteller und Denker wie Berdjajew, Gogol, Tolstoi und Dostojewski verwendet.

## Geschichte
Die „russischen Seele“ tauchte in den 1840er Jahren als literarischer Begriff auf. Seit dem 19. Jahrhundert verlagerte sich die Aufmerksamkeit der russischen Öffentlichkeit auf die Unterschicht der Leibeigenen; nach der Niederlage Napoleons durch Alexander I. im Jahr 1814 begann die russische Elite, sich auf die Bauernschaft zu konzentrieren, die zum Sieg beigetragen hatte. Im Laufe der nächsten Jahrzehnte wurde die Leibeigenschaft abgeschafft und die öffentliche Akzeptanz der Regierung sank. Der einfache Fleiß der russischen Bauernschaft wurde zu einem Wesenszug der russischen Nation, der als einzige Eigenschaft anerkannt wurde, die es ihr ermöglichte, ihre glorreiche nationale Mission zu erfüllen.
In dieser Atmosphäre veröffentlichte Gogol 1842 das Werk Die toten Seelen, in dem er den Begriff Seele für den Leibeigenen verwendete, und der Literaturkritiker Belinski entschlüsselte die Bedeutung in seiner Rezension der Toten Seelen, dass ein ganzes Volk eine Seele haben könne, die in den unteren Klassen verkörpert sei. Die Jugend Russlands wurde dazu aufgerufen, dem Geist der Potschwenniki nachzueifern und die Retter der Welt zu werden.
In Gogols Erzählung Taras Bulba gibt der kosakische Hetman – die Hauptfigur und der Protagonist der Geschichte – den Kosaken eine frühe Vorstellung von der ‚russischen Seele‘, wo er Taras Bulba sagen lässt (in ungefährer Übersetzung):

„[…] Es gibt kein heiligeres Band als das der Gemeinschaft (towarischtschestwo). Ein Vater liebt sein Kind, eine Mutter liebt ihr Kind, ein Kind liebt seinen Vater und seine Mutter. Aber das ist noch nicht alles, Brüder: Auch das Tier liebt sein Junges. Aber nur ein Mensch kann durch Seelenverwandtschaft und nicht durch Blut verwandt werden. Es gibt wohl auch in andern Ländern Kameradschaft; aber Kameraden wie im russischen Land gibt es sonst nirgends. Es ist manchem mehr als einmal passiert, dass er für längere Zeit in die Fremde verschlagen worden ist und gesehen hat: Dort sind auch Menschen! Auch Kinder Gottes. Und Du wirst mit ihnen reden wie mit deinesgleichen; aber wenn es darum geht, ein Wort so recht von Herzen zu sagen, dann siehst Du gleich: ja, kluge Leute, aber nicht die unsern; Menschen wie wir, aber nicht die unsern! Nein, Brüder, zu lieben wie die russische Seele – nicht nur mit dem Verstand oder irgendetwas anderem zu lieben, sondern mit allem, was Gott gegeben hat, was auch immer in einem ist, aber ...“ sprach Taras, winkte mit der Hand, schüttelte seinen grauen Kopf und der Schnurrbart zuckte. Dann fuhr er fort: „Nein, so zu lieben versteht sonst niemand! [...]“

Dostojewski, der glaubte, dass die russische Seele mit dem orthodoxen Glauben, mit der Geduld und der Erlösung durch die Passion Christi verbunden sei, schrieb in seinem Tagebuch eines Schriftstellers:

„Ich glaube, das wichtigste, das grundlegendste geistige Bedürfnis des russischen Volkes ist das Bedürfnis nach Leiden, immer und unstillbar, überall und in allem. Dieser Durst nach Leiden scheint es seit Jahrhunderten zu infizieren.“

Der russische Nationalismus spiegelt sich in seinen Werken wider und spiegelt die nationale Identität aller Teile der russischen Bevölkerung wider. In seinen Werken wird häufig auf den nationalen Geist verwiesen, der das Volk eine, und nach seinem Tod 1881 hatte sich in Russland das Konzept der ‚russischen Seele‘ durchgesetzt. Zuletzt wurde der Begriff der russischen Seele beispielsweise vom russischen Präsidenten Wladimir Putin in seinem Interview vom 6. Februar 2024 mit Tucker Carlson bemüht (unter Bezug auf Dostojewski).
Der russischen Seele ist eine Flut von Büchern und Schriften gewidmet, wissenschaftliche und populäre, teils mit vielversprechenden Titeln, darunter ein Handwörterbuch der russischen Seele von Alexander Estis. Auch in Kunst und Kultur wird der Begriff vielfach aufgegriffen, in Russland und auch anderswo. Viele Reden wurden darüber gehalten.